# Lubarda
Lubarda är ett samhälle i Bosnien och Hercegovina.   Det ligger i entiteten Federationen Bosnien och Hercegovina, i den nordvästra delen av landet, 230 km nordväst om huvudstaden Sarajevo. Lubarda ligger 330 meter över havet och antalet invånare är 3 395.
Terrängen runt Lubarda är kuperad söderut, men norrut är den platt. Terrängen runt Lubarda sluttar norrut. Runt Lubarda är det ganska tätbefolkat, med 93 invånare per kvadratkilometer.. Närmaste större samhälle är Cazin, 12,7 km söder om Lubarda. 
Trakten runt Lubarda består till största delen av jordbruksmark.